# Pedro Vásquez Rossete
Pedro Manuel Vásquez Rossete (* 1942; † 2022) war ein kolumbianischer Fußballspieler.

## Sportlicher Werdegang
Vásquez spielte in den 1960er für Unión Magdalena. Beim ersteh Gewinn der kolumbianischen Meisterschaft der Vereinsgeschichte in der Spielzeit 1968 gehörte er zu den Leistungsträgern. 1969 wechselte er innerhalb der Liga zu Atlético Junior, wo er bis zu seinem Karriereende 250 Spiele bestritt und 5 Tore erzielte.
1969 avancierte Vásquez kurzzeitig zum Auswahlspieler in der kolumbianischen Nationalmannschaft, als er in der erfolglos verlaufenen Qualifikation zur WM-Endrunde 1970 zum Einsatz kam.
Vásquez war nach dem Ende der aktiven Laufbahn als Trainer tätig.
Am 1. August 2022 wurde über Vásquez’ Tod in Folge eines Herzinfarkts berichtet, er war zu diesem Zeitpunkt 79 Jahre alt.